# Herbert Art Gallery and Museum
Herbert Art Gallery and Museum est un musée, galerie d'art, une réserve d'archives, et un centre d'apprentissage et les arts créatifs situé à Jordan Well, à Coventry, au Royaume-Uni.
Il est nommé d'après Sir Alfred Herbert (en), un industriel et philanthrope dont les bénéfices ont permis ouvrir en Coventry le bâtiment d'origine en 1960. La construction a commencé en 1939, avec une interruption par la Seconde Guerre mondiale, et The Herbert a ouvert en 1960. En 2008, il a rouvert après une rénovation £20,000,000.
L'entrée est gratuite et Herbert est géré par un organisme de bienfaisance enregistré. Il attire l'appui financier de dons, les ventes à la boutique du musée, et la location de bâtiments. En 2010, le musée et la galerie a reçu plus de 300.000 visiteurs, ce qui en fait l'une des attractions touristiques les plus populaires dans les Midlands de l'Ouest.